# Ömer Seyfettin
Ömer Seyfettin, ou parfois Seyfeddin, est un écrivain, militaire et enseignant turc de l'époque ottomane, né le 11 mars 1884 à Gönen et mort le 6 mars 1920 à Istanbul. 
Il s'impose comme un nouvelliste de premier plan avant sa mort à 35 ans, et fait partie des défenseurs d'une simplification de la langue turque. Son œuvre est marquée par le nationalisme turc et le panturquisme.

## Liste partielle des œuvres
Outre de nombreuses nouvelles, Ömer Seyfettin est notamment l'auteur de :
- Ashâb-ı Kehfimiz, 1918
- Efruz Bey, 1919
- Yalnız Efe, 1919
- Yarınki Turan Devleti